# Beechcraft
Beechcraft Corporation é uma grande fabricante norte-americana de aeronaves monomotoras e bimotoras leves a pistão e aeronaves bimotoras turboélice de pequeno e médio portes. A sua principal fábrica está localizada em Wichita, no estado do Kansas, nos Estados Unidos.
Atualmente, a Beechcraft Corporation é propriedade da holding norte-americana Textron Company, a maior companhia proprietária de fabricantes de aeronaves executivas do mundo, proprietária também da Cessna Aircraft Company, a maior fabricante de aeronaves executivas do planeta, da tradicional fabricante americana de helicópteros Bell Helicopter e da tradicional fabricante americana de motores a pistão para aeronaves Lycoming.
Conhecida anteriormente, até a década de 1980, como Beech Aircraft Corporation, quando foi comprada pela corporação norte-americana de alta tecnologia Raytheon Company, e se tornou Raytheon Aircraft, a Beechcraft é um dos maiores, mais tradicionais e mais conhecidos fabricantes de aeronaves executivas do mundo. Posteriormente, na década de 2000, a Beechcraft foi vendida para os fundos de investimentos GS (uma unidade de investimentos do banco americano Goldman Sachs) e Onex Partners, até ser vendida recentemente, em 2013, para a Textron.

## História

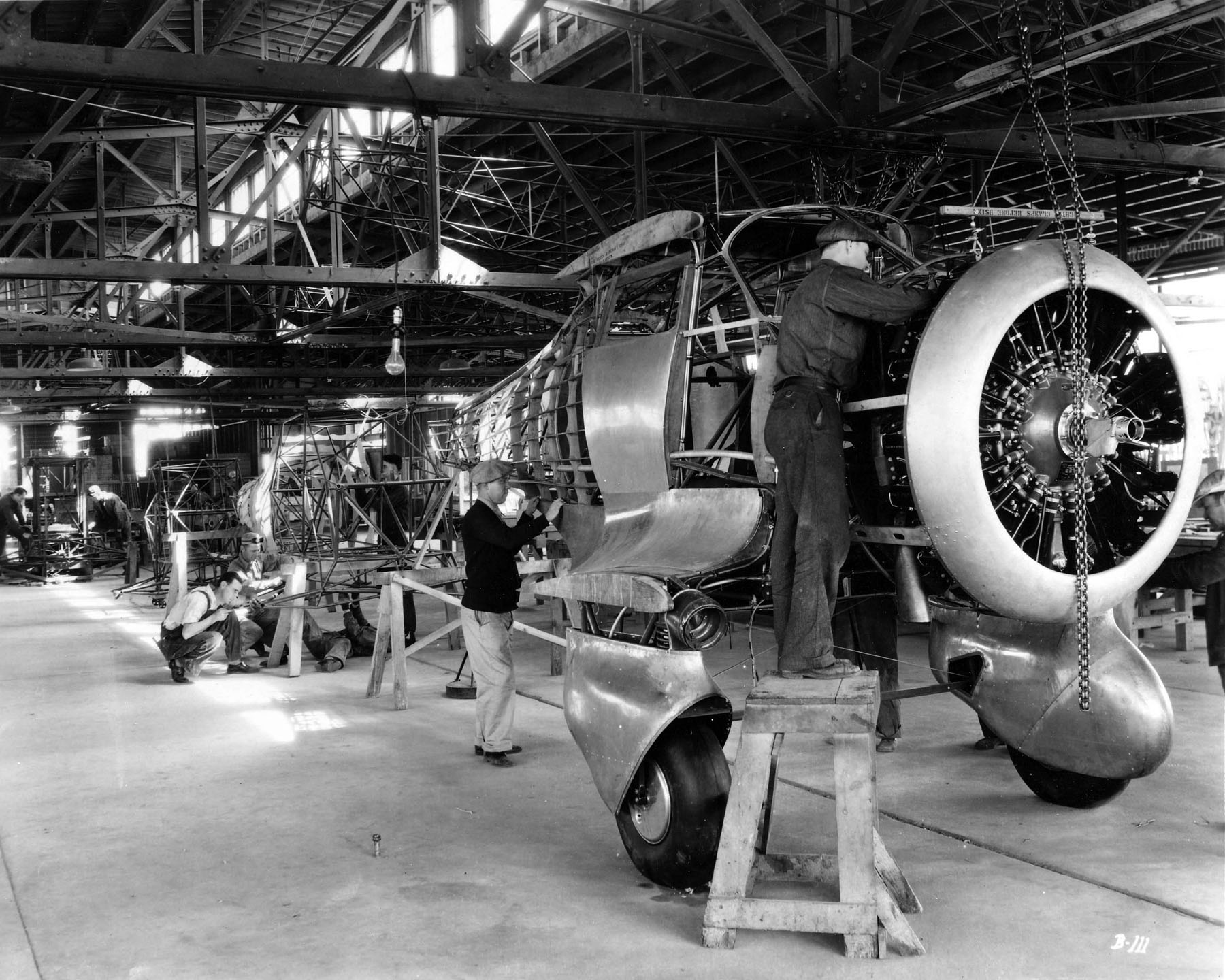
Antiga linha de montagem do Beechcraft model 17R

A Beech Aircraft foi fundada na década de 1930 por Walter Beech e sua esposa Olive Beech, e seu primeiro produto fabricado em série foi o biplano Beech Staggerwing.

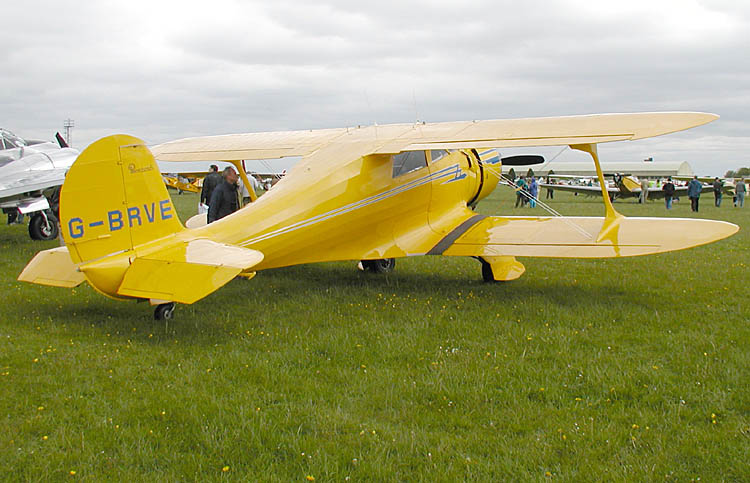
1943 Beech D.17S Staggerwing.

Na década de 1940, o entusiasta Walter Beech se envolveu pessoalmente na criação e desenvolvimento do monomotor a pistão Beech Bonanza, um dos maiores sucessos da aviação executiva mundial, reconhecido pela imprensa como um dos mais bem sucedidos projetos voltados para a aviação executiva.
Na década de 1950, a executiva Olive Beech assumiu o controle da Beech Aircraft após o falecimento do seu marido, Walter Beech, e deu continuidade a uma série de criações, desenvolvimentos e aprimoramentos de produtos aeronáuticos e aeroespaciais, incluindo a aeronave militar T-34, para a Força Aérea dos Estados Unidos, o bimotor turboélice King Air e o elegante bimotor a pistão Beechcraft Duke, entre outros projetos.

## Avanço tecnológico

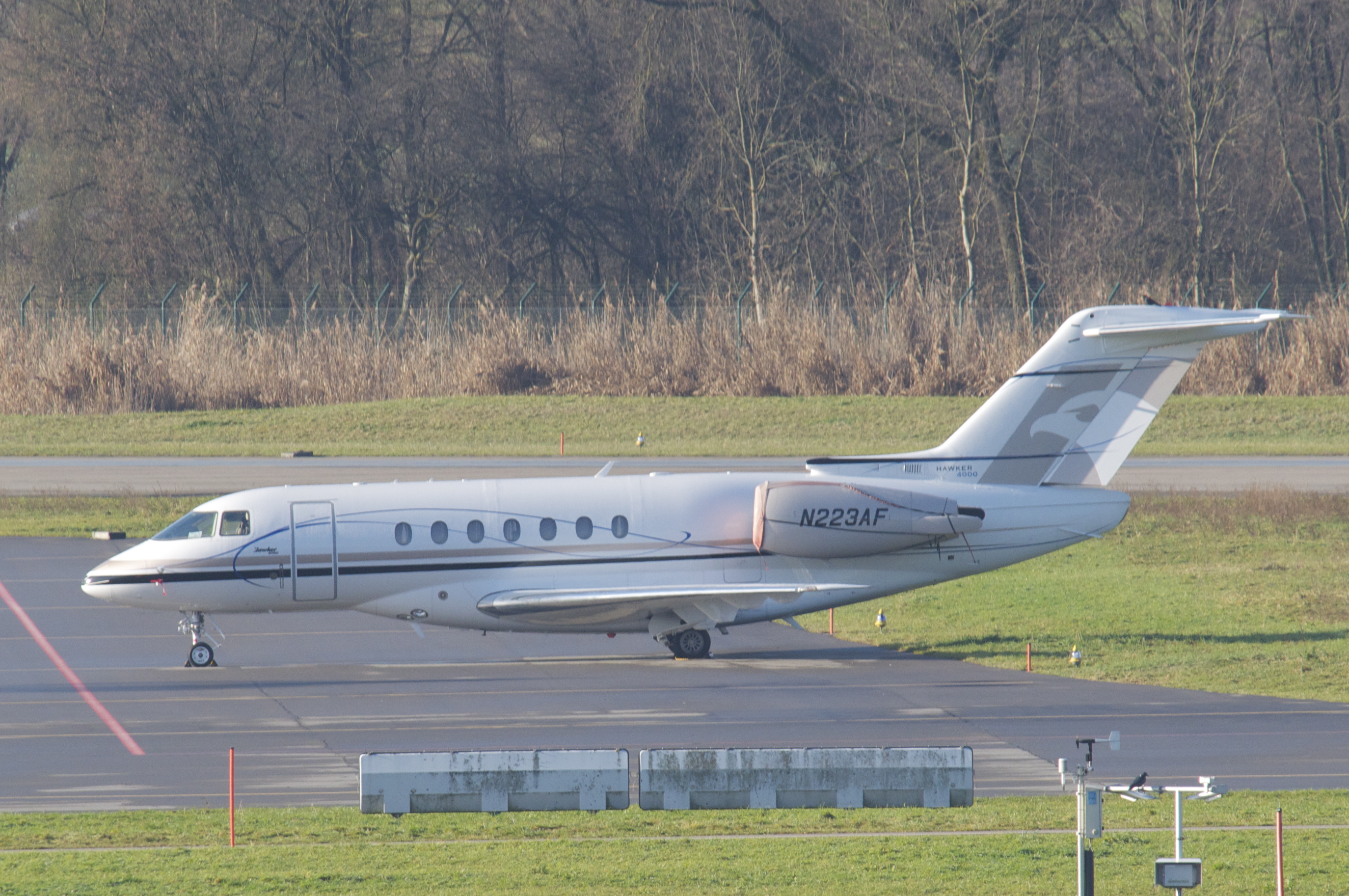
Hawker 4000 - grande avanço tecnológico de construção em material composto

Quando a Beech Aircraft foi comprada pela Raytheon Company na década de 1980, outros projetos refinados e de boa aceitação no mercado de aviação executiva, como o jato executivo japonês Mitsubishi Diamond, posteriormente renomeado para Beechjet 400, e o jato executivo britânico British Aerospace BAe 125 / HS 125, posteriormente renomeado para Hawker 800, foram acrescentados ao portfólio de produtos da Raytheon Aircraft.
Na década de 2000, a divisão de aeronaves executivas da Raytheon Company foi vendida para os fundos de investimentos GS Partners e Onex Partners. A aquisição incluiu todos os projetos de aviões leves a pistão e jatos executivos para uso civil da Raytheon, incluindo os avançados projetos dos jatos executivos Premier I e Hawker 4000, ambos fabricados com a moderníssima técnica de construção em material composto.
Atualmente, a Beechcraft Corporation fabrica o monomotor Beechcraft Bonanza G-36, o bimotor Beechcraft Baron G-58, os bimotores turboélices Beechcraft King Air C-90, Beechcraft King Air 250 e Beechcraft King Air 350, e está envolvida no desenvolvimento do programa de atualizações (modernizações) XPR para os jatos executivos Beechcraft Hawker 400 e Beechraft Hawker 800, que podem ser solicitados ao fabricante pelos atuais proprietários desses modelos de jatos executivos.
A fabricação do Premier I e do Hawker 4000 está suspensa temporariamente.

## Produtos civis
- Model 17 Staggerwing
- Model 18 Twin Beech
- Model 23 Musketeer and Sundowner
- Model 24 Sierra
- Model 33 Debonair
- Model 35 and 36 Bonanza
- Model 50 Twin Bonanza
- Model 55 & 58 Baron
- Model 60 Duke
- Model 65 Queen Air
- Model 76 Duchess
- Model 77 Skipper
- Models 90 and 100 King Air

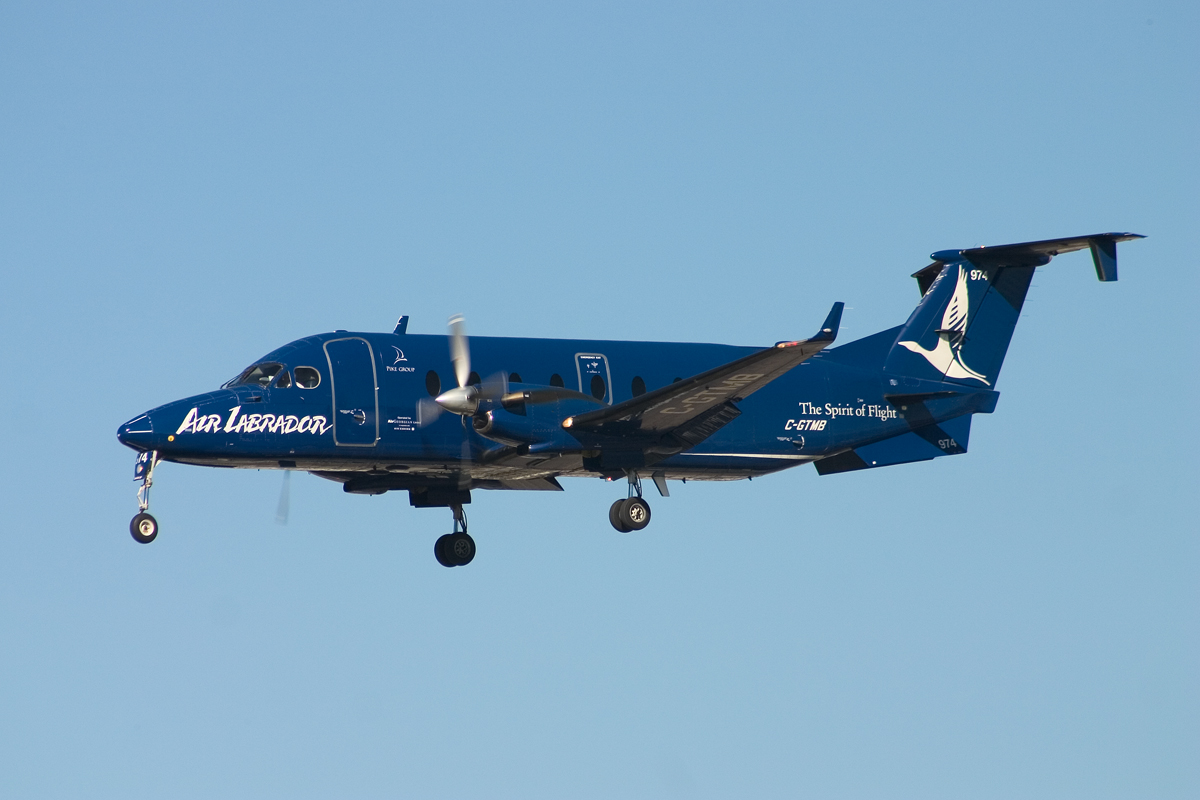
Beechcraft Model Beech 1900D

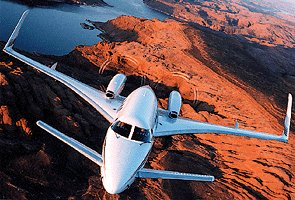
Beechcraft Model 2000 Starship

- Models 200, 300 and 350 (Super) King Air
- Model 95 Travel Air
- Model 99 Airliner
- Model 400 Beechjet
- Model 1900 Beechliner
- Model 2000 Starship
- Model 390 Premier 1A Entry Level Jet

## Produtos militares
- XA-38 Grizzly
- AT-7 Navigator
- C-6 Ute
- C-12 Huron
- C-43 Traveler
- C-45 Expeditor
- CT-128 Expeditor
- CT-134 Musketeer
- CT-145 Super King Air
- CT-156 Harvard II trainer
- RC-12 Guardrail
- T-1A Jayhawk

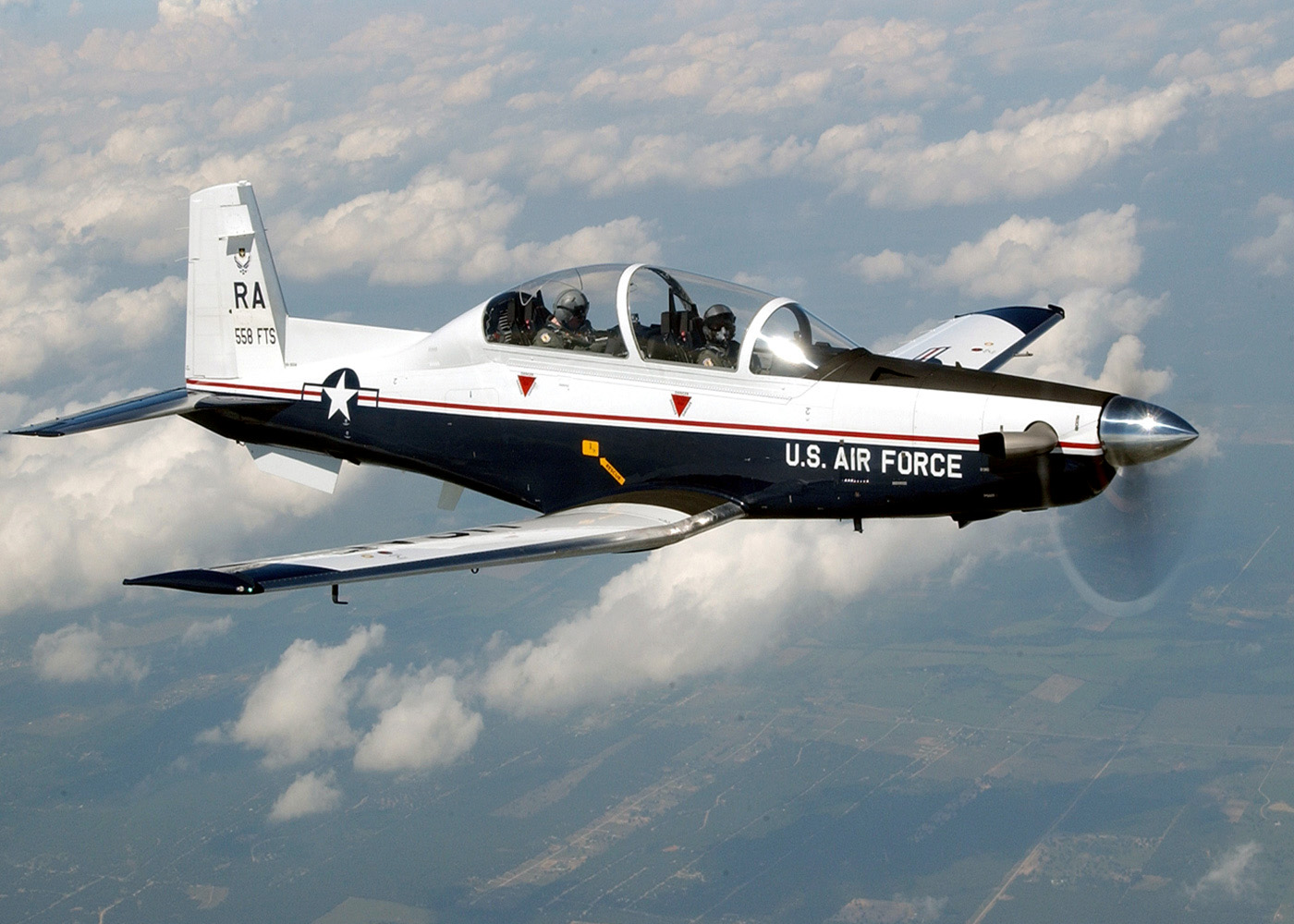
A USAF T-6A Texan II out of Randolph Air Force Base.

- T-6 Texan II Joint Primary Aircraft Training System
- T-34 Mentor
- T-42 Cochise
- U-8 Seminole
- U-21 Ute

## Principais concorrentes
- Dassault Falcon
- EADS Socata
- Piper Aircraft
- Embraer
- Cirrus Aircraft
- Bombardier Aerospace
- Gulfstream Aerospace